# Hamlet (film, 1996)
Hamlet (v anglickém originále Hamlet) je britsko-americký dramatický film z roku 1996. Režisérem filmu je Kenneth Branagh. Hlavní role ve filmu ztvárnili Kenneth Branagh, Derek Jacobi, Julie Christie, Richard Briers a Kate Winslet.

## Ocenění
Film byl nominován na čtyři Oscary, v kategoriích nejlepší scénář, výprava, kostýmy a hudba a také na dvě ceny BAFTA v kategoriích nejlepší výprava a kostýmy.

## Obsazení
| Kenneth Branagh  | Hamlet                            |
| Derek Jacobi     | Claudius                          |
| Julie Christie   | Gertrude                          |
| Richard Briers   | Polonius                          |
| Kate Winslet     | Ophelia                           |
| Nicholas Farrell | Horatio                           |
| Michael Maloney  | Laertes                           |
| Rufus Sewell     | Fortinbras                        |
| Robin Williams   | Osric                             |
| Gérard Depardieu | Reynaldo                          |
| Timothy Spall    | Rosencrantz                       |
| Jack Lemmon      | Marcellus                         |
| Billy Crystal    | Gravedigger                       |
| Charlton Heston  | Divadelní král (První herec)      |
| Brian Blessed    | Duch Hamletova otce (Král Hamlet) |
| Judi Dench       | Hecuba                            |